# Боровське (Білозерський район)
Боровське́ (рос. Боровское) — село у складі Білозерського району Курганської області, Росія. Адміністративний центр Боровської сільської ради.
Населення — 644 особи (2010, 760 у 2002).